# Balacro

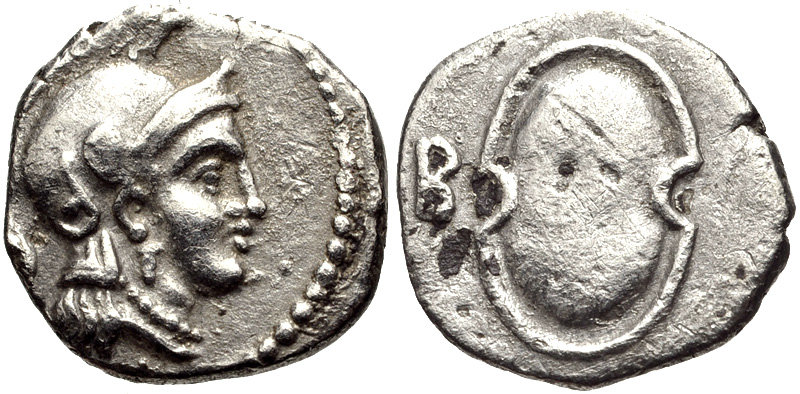
Moneda de Balacros, sátrapa de Cilicia, con la letra "B" junto al escudo, que representa a B[AΛAKPOI]. Tarsos. 333-323 a. C.

Balacro (en griego, Bάλακρoς) fue un general del ejército macedonio y sátrapa de Cilicia.
Balacro era hijo de Nicanor, uno de los guardaespaldas de Alejandro Magno. Según los escritos de Focio, es probable que haya contraído nupcias con Fila, hija de Antípatro, antes de que esta se casase con Crátero.
Luego de participar en la batalla de Issos, contra los persas aqueménidas, en el 333 a. C. fue nombrado sátrapa de Cilicia. Murió batallando contra los pisidios, antes de la muerte del Alejandro Magno.